# Campodorus aquilonaris
Campodorus aquilonaris là một loài tò vò trong họ Ichneumonidae.